# Achenheim
Achenheim [axənaɪm]  est une commune française située dans la circonscription administrative du Bas-Rhin, en région Grand Est. Cette commune se trouve dans la région historique et culturelle d'Alsace et depuis le 1er janvier 2021, elle est incluse dans le territoire de la collectivité européenne d'Alsace. En 2022, elle compte 2 570 habitants.

## Géographie
Achenheim est un village du Bas-Rhin, dans l'arrondissement de Strasbourg et le canton de Lingolsheim, près du canal de la Bruche et de la route départementale reliant Soultz-les-Bains à Strasbourg.
|                    | Ittenheim |                    |
| Breuschwickersheim | Achenheim | Oberschaeffolsheim |
| Hangenbieten       |           | Holtzheim          |

### Hydrographie

#### Réseau hydrographique
La commune est dans le bassin versant du Rhin au sein du bassin Rhin-Meuse. Elle est drainée par le canal de la Bruche et le ruisseau le Muhlbach,.
Le canal de la Bruche, d'une longueur de 19 km, reliait initialement Soultz-les-Bains, près de Molsheim à Strasbourg où il rejoint l'Ill, dans le quartier de la Montagne Verte.

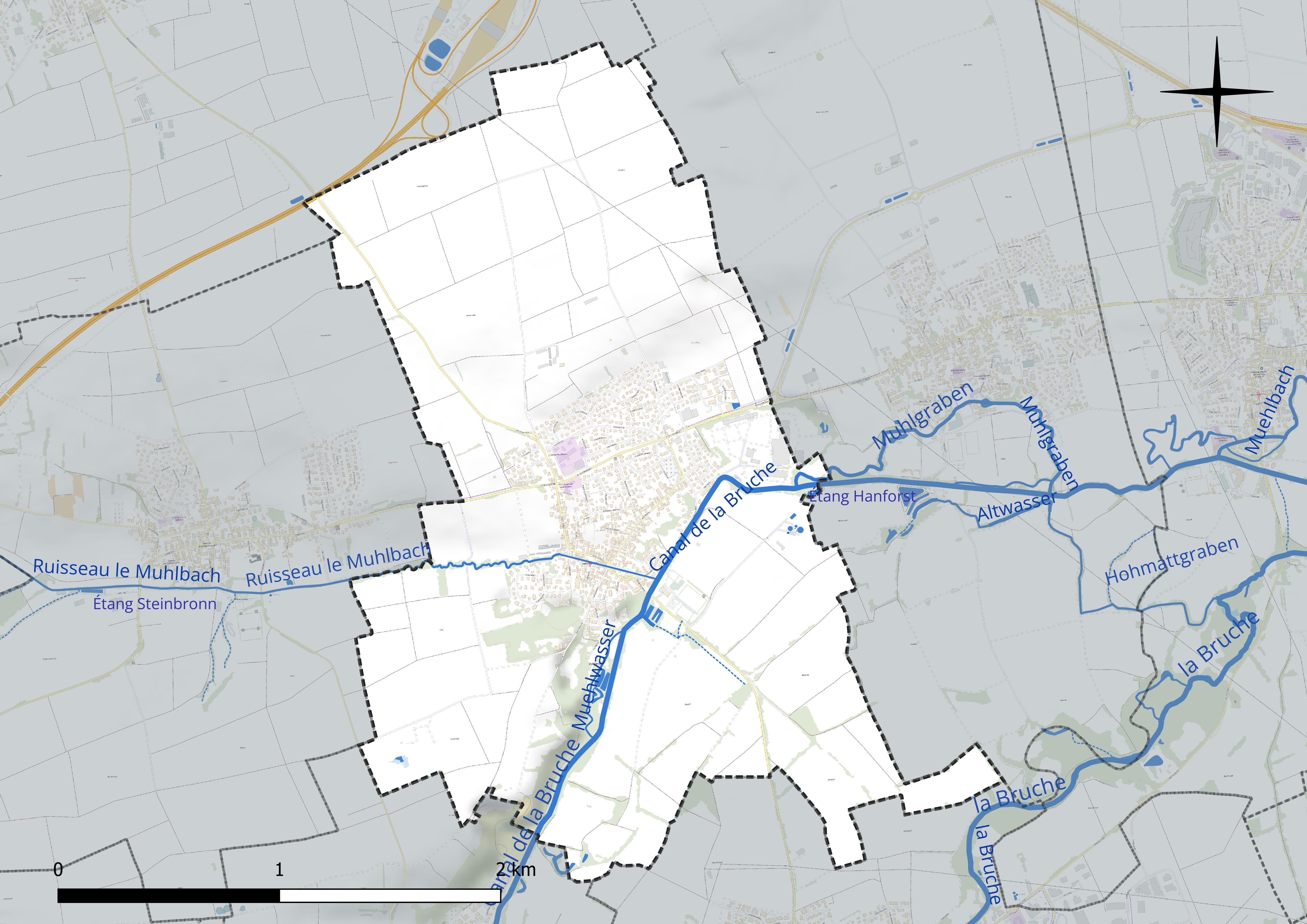
Réseau hydrographique d'Achenheim.

#### Gestion et qualité des eaux
Le territoire communal est couvert par le schéma d'aménagement et de gestion des eaux (SAGE) « Ill Nappe Rhin ». Ce document de planification concerne la nappe phréatique rhénane, les cours d'eau de la plaine d'Alsace et du piémont oriental du Sundgau, les canaux situés entre l'Ill et le Rhin et les zones humides de la plaine d'Alsace. Il s’étend sur 3 596 km2. Il a été approuvé le 17 janvier 2005. La structure porteuse de l'élaboration et de la mise en œuvre est la région Grand Est.
La qualité des cours d’eau peut être consultée sur un site dédié géré par les agences de l’eau et l’Agence française pour la biodiversité.

### Climat
Pour des articles plus généraux, voir Climat du Grand Est et Climat du Bas-Rhin.
En 2010, le climat de la commune est de type climat des marges montargnardes, selon une étude du Centre national de la recherche scientifique s'appuyant sur une série de données couvrant la période 1971-2000. En 2020, Météo-France publie une typologie des climats de la France métropolitaine dans laquelle la commune est exposée à un climat semi-continental et est dans la région climatique Alsace, caractérisée par une pluviométrie faible, particulièrement en automne et en hiver, un été chaud et bien ensoleillé, une humidité de l’air basse au printemps et en été, des vents faibles et des brouillards fréquents en automne (25 à 30 jours).
Pour la période 1971-2000, la température annuelle moyenne est de 10,7 °C, avec une amplitude thermique annuelle de 17,8 °C. Le cumul annuel moyen de précipitations est de 758 mm, avec 8,7 jours de précipitations en janvier et 10,7 jours en juillet. Pour la période 1991-2020, la température moyenne annuelle observée sur la station météorologique de Météo-France la plus proche, « Strasbourg-Entzheim », sur la commune d'Entzheim à 5 km à vol d'oiseau, est de 11,4 °C et le cumul annuel moyen de précipitations est de 635,7 mm. 
La température maximale relevée sur cette station est de 38,9 °C, atteinte le 25 juillet 2019 ; la température minimale est de −23,6 °C, atteinte le 23 janvier 1942,,.
Les paramètres climatiques de la commune ont été estimés pour le milieu du siècle (2041-2070) selon différents scénarios d'émission de gaz à effet de serre à partir des nouvelles projections climatiques de référence DRIAS-2020. Ils sont consultables sur un site dédié publié par Météo-France en novembre 2022.

## Urbanisme

### Typologie
Au 1er janvier 2024, Achenheim est catégorisée ceinture urbaine, selon la nouvelle grille communale de densité à sept niveaux définie par l'Insee en 2022.
Elle appartient à l'unité urbaine de Strasbourg (partie française), une agglomération internationale regroupant 23  communes, dont elle est une commune de la banlieue,,. Par ailleurs la commune fait partie de l'aire d'attraction de Strasbourg (partie française), dont elle est une commune de la couronne,. Cette aire, qui regroupe 268 communes, est catégorisée dans les aires de 700 000 habitants ou plus (hors Paris),.

### Occupation des sols
L'occupation des sols de la commune, telle qu'elle ressort de la base de données européenne d’occupation biophysique des sols Corine Land Cover (CLC), est marquée par l'importance des territoires agricoles (83,9 % en 2018), en diminution par rapport à 1990 (87 %). La répartition détaillée en 2018 est la suivante : terres arables (78,9 %), zones urbanisées (16,1 %), zones agricoles hétérogènes (5,1 %). L'évolution de l’occupation des sols de la commune et de ses infrastructures peut être observée sur les différentes représentations cartographiques du territoire : la carte de Cassini (XVIIIe siècle), la carte d'état-major (1820-1866) et les cartes ou photos aériennes de l'IGN pour la période actuelle (1950 à aujourd'hui).

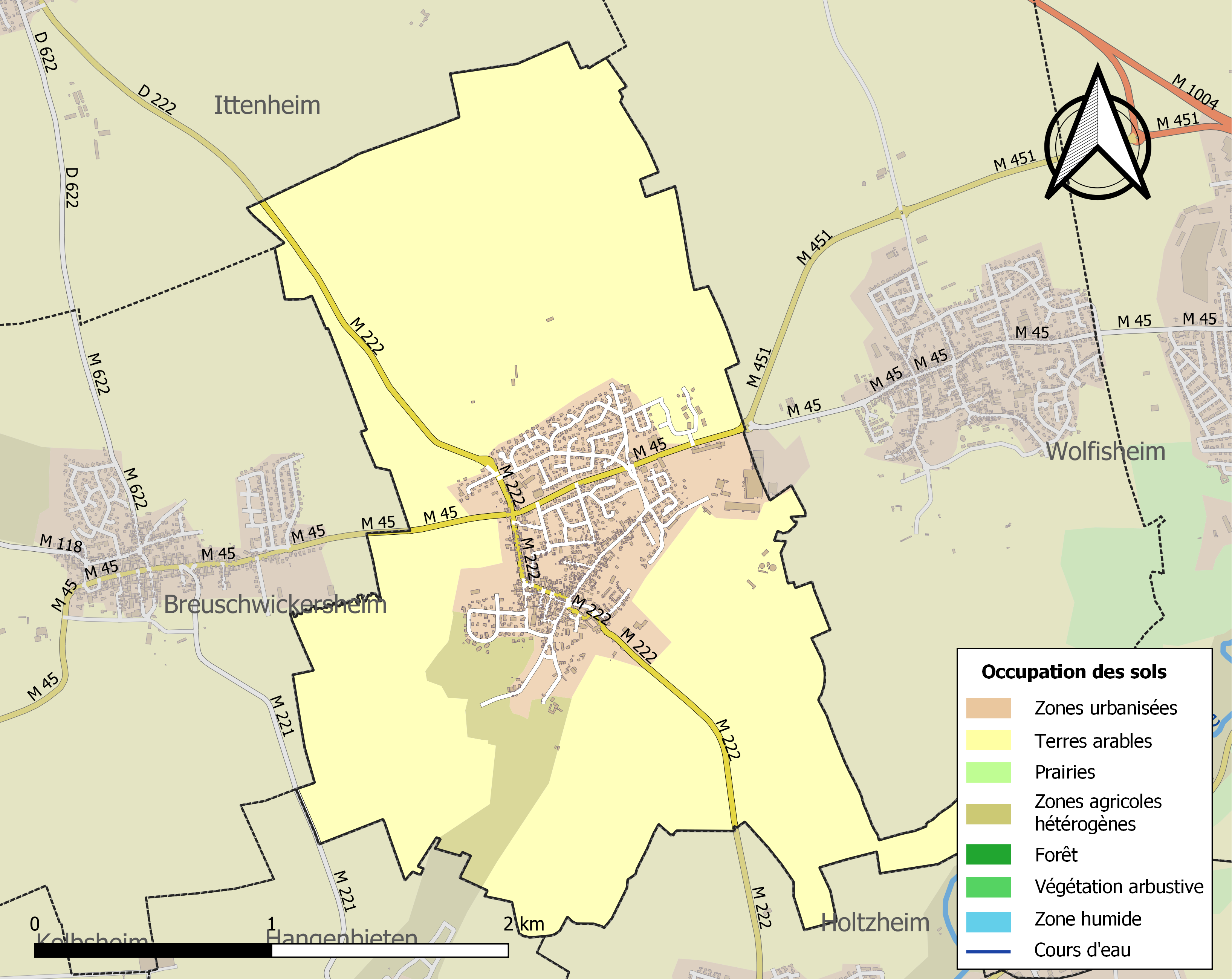
Carte des infrastructures et de l'occupation des sols de la commune en 2018 (CLC).

## Toponymie
Le nom de la localité est attesté sous les formes Hachinhaim en 736, Hahinheim en 884,.
Le premier élément s'analyse a priori comme un anthroponyme, nom de personne constituant la grande majorité des noms de lieux en -heim, -hem, -ham du monde germanique et anglo-saxon. L'appellatif toponymique heim signifie « ferme, hameau ». Ce toponyme dériverait de l'anthroponyme germanique Hacechinus ; -heim, signifiant que ce lieu était une ferme, la ferme d'un certain Hacechinus.
Albert Dauzat et Charles Rostaing, qui ne citent aucune forme ancienne, ont vu dans le premier élément Achen-, à tort semble-t-il, le nom de personne germanique Askin qu'ils croient reconnaître dans Achain (Moselle, Archesingas [?] 857) et Achen (Moselle, Achkena 1271). Cependant, ce nom d'homme ne s'accorde pas avec la nature des formes anciennes qui postulent le nom de personne germanique Hacechinus,.
Àchene en alémanique.

## Histoire

### Préhistoire et antiquité

#### Paléoanthropologie
C'est à Achenheim, mais aussi à Hangenbieten, que l'on trouve les traces des premiers hommes en Alsace, à l'époque paléolithique. Il s'agit en fait des outils d'Homo erectus, vieux d'environ 700 000 ans (600 000 ans selon Jean-Claude Gall), et découverts dans les lœssières.
On y retrouve également les traces d'Homo neanderthalensis datant de  120 000 ans. Il s'agit selon toute vraisemblance d'une aire de dépeçage, car on y a identifié des objets associés à des ossements de cheval et de rhinocéros.
Phylogénie des espèces récentes du genre Homo, 
d'après Strait, Grine & Fleagle (2015),
et Meyer & al. (2016) :
|  | Homo heidelbergensis †                                                          |
|  |                                                                                 |
|  | \| \| Homo denisovensis † \| \| \| \| \| \| Homo neanderthalensis † \| \| \| \| |
|  |                                                                                 |
|  | Homo denisovensis †                                                             |
|  |                                                                                 |
|  | Homo neanderthalensis †                                                         |
|  |                                                                                 |

|  | Homo denisovensis †     |
|  |                         |
|  | Homo neanderthalensis † |
|  |                         |

|  | Homo rhodesiensis † |
|  |                     |
|  | Homo sapiens        |
|  |                     |

|  | Homo heidelbergensis †                                                          |
|  |                                                                                 |
|  | \| \| Homo denisovensis † \| \| \| \| \| \| Homo neanderthalensis † \| \| \| \| |
|  |                                                                                 |
|  | Homo denisovensis †                                                             |
|  |                                                                                 |
|  | Homo neanderthalensis †                                                         |
|  |                                                                                 |

|  | Homo denisovensis †     |
|  |                         |
|  | Homo neanderthalensis † |
|  |                         |

|  | Homo rhodesiensis † |
|  |                     |
|  | Homo sapiens        |
|  |                     |

|  | Homo heidelbergensis †                                                          |
|  |                                                                                 |
|  | \| \| Homo denisovensis † \| \| \| \| \| \| Homo neanderthalensis † \| \| \| \| |
|  |                                                                                 |
|  | Homo denisovensis †                                                             |
|  |                                                                                 |
|  | Homo neanderthalensis †                                                         |
|  |                                                                                 |

|  | Homo denisovensis †     |
|  |                         |
|  | Homo neanderthalensis † |
|  |                         |

|  | Homo rhodesiensis † |
|  |                     |
|  | Homo sapiens        |
|  |                     |

|  | Homo heidelbergensis †                                                          |
|  |                                                                                 |
|  | \| \| Homo denisovensis † \| \| \| \| \| \| Homo neanderthalensis † \| \| \| \| |
|  |                                                                                 |
|  | Homo denisovensis †                                                             |
|  |                                                                                 |
|  | Homo neanderthalensis †                                                         |
|  |                                                                                 |

|  | Homo denisovensis †     |
|  |                         |
|  | Homo neanderthalensis † |
|  |                         |

|  | Homo rhodesiensis † |
|  |                     |
|  | Homo sapiens        |
|  |                     |

|  | Homo heidelbergensis †                                                          |
|  |                                                                                 |
|  | \| \| Homo denisovensis † \| \| \| \| \| \| Homo neanderthalensis † \| \| \| \| |
|  |                                                                                 |
|  | Homo denisovensis †                                                             |
|  |                                                                                 |
|  | Homo neanderthalensis †                                                         |
|  |                                                                                 |

|  | Homo denisovensis †     |
|  |                         |
|  | Homo neanderthalensis † |
|  |                         |

|  | Homo rhodesiensis † |
|  |                     |
|  | Homo sapiens        |
|  |                     |

|  | Homo heidelbergensis †                                                          |
|  |                                                                                 |
|  | \| \| Homo denisovensis † \| \| \| \| \| \| Homo neanderthalensis † \| \| \| \| |
|  |                                                                                 |
|  | Homo denisovensis †                                                             |
|  |                                                                                 |
|  | Homo neanderthalensis †                                                         |
|  |                                                                                 |

|  | Homo denisovensis †     |
|  |                         |
|  | Homo neanderthalensis † |
|  |                         |

|  | Homo rhodesiensis † |
|  |                     |
|  | Homo sapiens        |
|  |                     |

|  | Homo heidelbergensis †                                                          |
|  |                                                                                 |
|  | \| \| Homo denisovensis † \| \| \| \| \| \| Homo neanderthalensis † \| \| \| \| |
|  |                                                                                 |
|  | Homo denisovensis †                                                             |
|  |                                                                                 |
|  | Homo neanderthalensis †                                                         |
|  |                                                                                 |

|  | Homo denisovensis †     |
|  |                         |
|  | Homo neanderthalensis † |
|  |                         |

|  | Homo rhodesiensis † |
|  |                     |
|  | Homo sapiens        |
|  |                     |

|  | Homo heidelbergensis †                                                          |
|  |                                                                                 |
|  | \| \| Homo denisovensis † \| \| \| \| \| \| Homo neanderthalensis † \| \| \| \| |
|  |                                                                                 |
|  | Homo denisovensis †                                                             |
|  |                                                                                 |
|  | Homo neanderthalensis †                                                         |
|  |                                                                                 |

|  | Homo denisovensis †     |
|  |                         |
|  | Homo neanderthalensis † |
|  |                         |

|  | Homo rhodesiensis † |
|  |                     |
|  | Homo sapiens        |
|  |                     |

#### Paléontologie
Les travaux de Paul Wernert ont mis en lumière les richesses paléontologiques des lœssières d'Achenheim et Hangenbieten. Les lœss correspondent aux climats glaciaires, et les lehms aux périodes climatiques interglaciaires. Avant la glaciation de Mindel, on relève les traces d'éléphants, rhinocéros, hippopotames, chevaux, cerfs, etc. Pendant la glaciation, on trouve des rennes et des éléphants des steppes. Dans la période interglaciaire, les éléphants et rhinocéros refont leur apparition, évoluant dans un milieu constitué de charmes, tilleuls et noisetiers. Pendant la glaciation de Riss, on revoit les bisons, les chevaux et les rennes, le rhinocéros laineux, sans oublier le cerf de très grande taille Megaloceros. Dans la période interglaciaire, une faune adaptée à un climat plus clément revient. Derechef, lors de la dernière glaciation, celle de Würm, on voit les bisons, les chevaux et les rennes, ainsi que les mammouths. On trouve les loups et les ours des cavernes. À la fin de cette glaciation les mammouths et les rhinocéros laineux disparaissent, les rennes migrent vers le nord.

#### Archéologie
Des fouilles archéologiques ont été réalisées sur un site daté entre 4400 et 4200 ans avant notre ère.
Entre Adamswiller et Mackwiller, on a trouvé des tombes antiques qui ont donné son nom à la hauteur où elles se trouvent, à savoir le Todtenberg (« Mont des morts »). La stratigraphie de la commune est d'ailleurs une des références fondamentales pour l’étude du Quaternaire en Europe. On a aussi trouvé  une cabane gallo-romaine contenant de nombreuses poteries, mises à jour en 1945 dans les sous-sols de l'ancienne briqueterie Schaeffer, et des tuiles portant l'estampe de la 8e légion romaine, Legio VIII Augusta. À cette époque, les Romains structurent le village, déboisant, développant la culture, en particulier celle de la vigne et des arbres fruitiers, construisant des fortifications et améliorant le réseau routier. En 1927, on a découvert sept tombes mérovingiennes, témoignant ainsi de l'occupation du village.

### Depuis l'Antiquité
En 884, Achenheim faisait partie du chapitre rural de l'abbaye de Honau. En 1146, le monastère d'Eschau possède dans le village une ferme de maître et deux moulins. Le village est brûlé par les Strasbourgeois en 1264, pendant la guerre opposant la ville avec son évêque Walter de Geroldseck. En 1657, le renouvellement du cadastre permet de connaître les noms des propriétaires des fermes : la majorité d'entre elles appartiennent à la commune, mais quelques-unes relèvent d'œuvres religieuses ou laïques.

## Politique et administration

### Liste des maires
| Période                                  | Période                   | Identité                       | Étiquette     | Qualité |
| ---------------------------------------- | ------------------------- | ------------------------------ | ------------- | --- |
| Les données manquantes sont à compléter. |                           |                                |               | |
| ca. 1871                                 |                           | Nicolas Braun                  |               | |
| ca. 1882                                 |                           | André Sundhauser               |               | Briquetier |
| Les données manquantes sont à compléter. |                           |                                |               | |
| mars 1977[réf. nécessaire]               | juin 1995                 | Laurent Sundhauser             | DVD           | |
| juin 1995                                | mars 2008                 | Roger Viola (1939-2019)        | DVD           | PDG d'une entreprise de matériaux de construction Adjoint au maire (1979 → 1995) Réélu en 2001                                    |
| mars 2008                                | novembre 2011 (décès)     | Jean-Jacques Fritz (1948-2011) | MoDem puis NC | Directeur du bureau d'information du Parlement européen Adjoint au maire (1995 → 2008) Conseiller régional d'Alsace (2004 → 2011) |
| janvier 2012                             | mai 2020                  | Raymond Leipp (1951- )         | UMP-LR        | Retraité, maire honoraire 1er adjoint au maire (2008 → 2011) Vice-président de la CC Les Châteaux (? → 2016) Réélu en 2014        |
| mai 2020                                 | En cours (au 26 mai 2020) | Valentin Rabot                 | SE            | Directeur des services à Ostwald 13e vice-président de l'Eurométropole de Strasbourg (2020 → )                                    |

### Tendances politiques et résultats
Le résultat de l'élection présidentielle de 2012 dans cette commune est le suivant :
| Candidat       | Candidat                    | Premier tour | Premier tour | Second tour | Second tour |
| Candidat       | Candidat                    | Voix         | %            | Voix        | %           |
| -------------- | --------------------------- | ------------ | ------------ | ----------- | ----------- |
|                | Eva Joly (EÉLV)             | 29           | 2,04         |             |             |
|                | Marine Le Pen (FN)          | 281          | 19,80        |             |             |
|                | Nicolas Sarkozy (UMP)       | 531          | 37,42        | 936         | 68,82       |
|                | Jean-Luc Mélenchon (FG)     | 69           | 4,86         |             |             |
|                | Philippe Poutou (NPA)       | 6            | 0,42         |             |             |
|                | Nathalie Arthaud (LO)       | 10           | 0,70         |             |             |
|                | Jacques Cheminade (SP)      | 1            | 0,07         |             |             |
|                | François Bayrou (MoDem)     | 193          | 13,60        |             |             |
|                | Nicolas Dupont-Aignan (DLR) | 26           | 1,83         |             |             |
|                | François Hollande (PS)      | 273          | 19,24        | 424         | 31,18       |
|                |                             |              |              |             |             |
| Inscrits       | Inscrits                    | 1714         | 100,00       | 1715        | 100,00      |
| Abstentions    | Abstentions                 | 258          | 15,05        | 259         | 15,10       |
| Votants        | Votants                     | 1456         | 84,95        | 1456        | 84,90       |
| Blancs et nuls | Blancs et nuls              | 37           | 2,54         | 96          | 6,59        |
| Exprimés       | Exprimés                    | 1419         | 97,46        | 1360        | 93,41       |

Le résultat de l'élection présidentielle de 2017 dans cette commune est le suivant :
| Candidat    | Candidat                    | Premier tour | Premier tour | Deuxième tour | Deuxième tour |  |
| Candidat    | Candidat                    | %            | Voix         | %             | Voix          |  |
| ----------- | --------------------------- | ------------ | ------------ | ------------- | ------------- |  |
|             | Nicolas Dupont-Aignan (DLF) | 6,34         | 90           |               |               |  |
|             | Marine Le Pen (FN)          | 20,00        | 284          | 29,21         | 371           |  |
|             | Emmanuel Macron (EM)        | 26,06        | 370          | 70,79         | 899           |  |
|             | Benoît Hamon (PS)           | 4,30         | 61           |               |               |  |
|             | Nathalie Arthaud (LO)       | 0,28         | 4            |               |               |  |
|             | Philippe Poutou (NPA)       | 0,85         | 12           |               |               |  |
|             | Jacques Cheminade (SP)      | 0,00         | 0            |               |               |  |
|             | Jean Lassalle (RES)         | 0,77         | 11           |               |               |  |
|             | Jean-Luc Mélenchon (LFI)    | 10,85        | 154          |               |               |  |
|             | François Asselineau (UPR)   | 1,20         | 17           |               |               |  |
|             | François Fillon (LR)        | 29,37        | 417          |               |               |  |
|             |                             |              |              |               |               |  |
| Inscrits    | Inscrits                    | 1 739        | 100,00       | 1 739         | 100,00        |  |
| Abstentions | Abstentions                 | 278          | 15,99        | 352           | 20,24         |  |
| Votants     | Votants                     | 1 461        | 84,01        | 1 387         | 79,76         |  |
| Blancs      | Blancs                      | 32           | 2,19         | 93            | 6,71          |  |
| Nuls        | Nuls                        | 9            | 0,62         | 24            | 1,73          |  |
| Exprimés    | Exprimés                    | 1 420        | 97,19        | 1 270         | 91,56         |  |

## Population et société

### Démographie
Les habitants sont nommés les Achenheimois.
L'évolution du nombre d'habitants est connue à travers les recensements de la population effectués dans la commune depuis 1793. Pour les communes de moins de 10 000 habitants, une enquête de recensement portant sur toute la population est réalisée tous les cinq ans, les populations de référence des années intermédiaires étant quant à elles estimées par interpolation ou extrapolation. Pour la commune, le premier recensement exhaustif entrant dans le cadre du nouveau dispositif a été réalisé en 2007.

En 2022, la commune comptait 2 570 habitants, en évolution de +23,44 % par rapport à 2016 (Bas-Rhin : +3,17 %, France hors Mayotte : +2,11 %).
| 1793 | 1800 | 1806 | 1821 | 1831 | 1836 | 1841 | 1846 | 1851 |
| ---- | ---- | ---- | ---- | ---- | ---- | ---- | ---- | ---- |
| 665  | 541  | 541  | 633  | 824  | 875  | 842  | 891  | 884  |

| 1856 | 1861 | 1866 | 1871 | 1875 | 1880 | 1885 | 1890 | 1895 |
| ---- | ---- | ---- | ---- | ---- | ---- | ---- | ---- | ---- |
| 846  | 797  | 824  | 803  | 829  | 870  | 925  | 974  | 986  |

| 1900 | 1905 | 1910 | 1921 | 1926 | 1931 | 1936 | 1946 | 1954  |
| ---- | ---- | ---- | ---- | ---- | ---- | ---- | ---- | ----- |
| 964  | 921  | 886  | 857  | 921  | 968  | 975  | 878  | 1 002 |

| 1962  | 1968  | 1975  | 1982  | 1990  | 1999  | 2006  | 2007  | 2012  |
| ----- | ----- | ----- | ----- | ----- | ----- | ----- | ----- | ----- |
| 1 131 | 1 207 | 1 535 | 1 717 | 2 072 | 2 183 | 2 224 | 2 230 | 2 043 |

| 2017  | 2022  | - | - | - | - | - | - | - |
| ----- | ----- | - | - | - | - | - | - | - |
| 2 123 | 2 570 | - | - | - | - | - | - | - |

### Sports
L'Achenheim Truchtersheim Handball (ATH) est un club de handball né en 2008 de la fusion du THCL et du FSE Achenheim et dont l'équipe 1 joue en N1F (Nationale 1 féminine) ; il est composé d'équipes jeunes et seniors masculines et féminines et d'une école de handball pour les tout petits (compétition et loisirs).
Les matchs à domicile ainsi que les entraînements se déroulent aux gymnases des collèges d'Achenheim et de Truchtersheim.

## Culture locale et patrimoine

### Lieux et monuments

#### L'église Saint-Georges

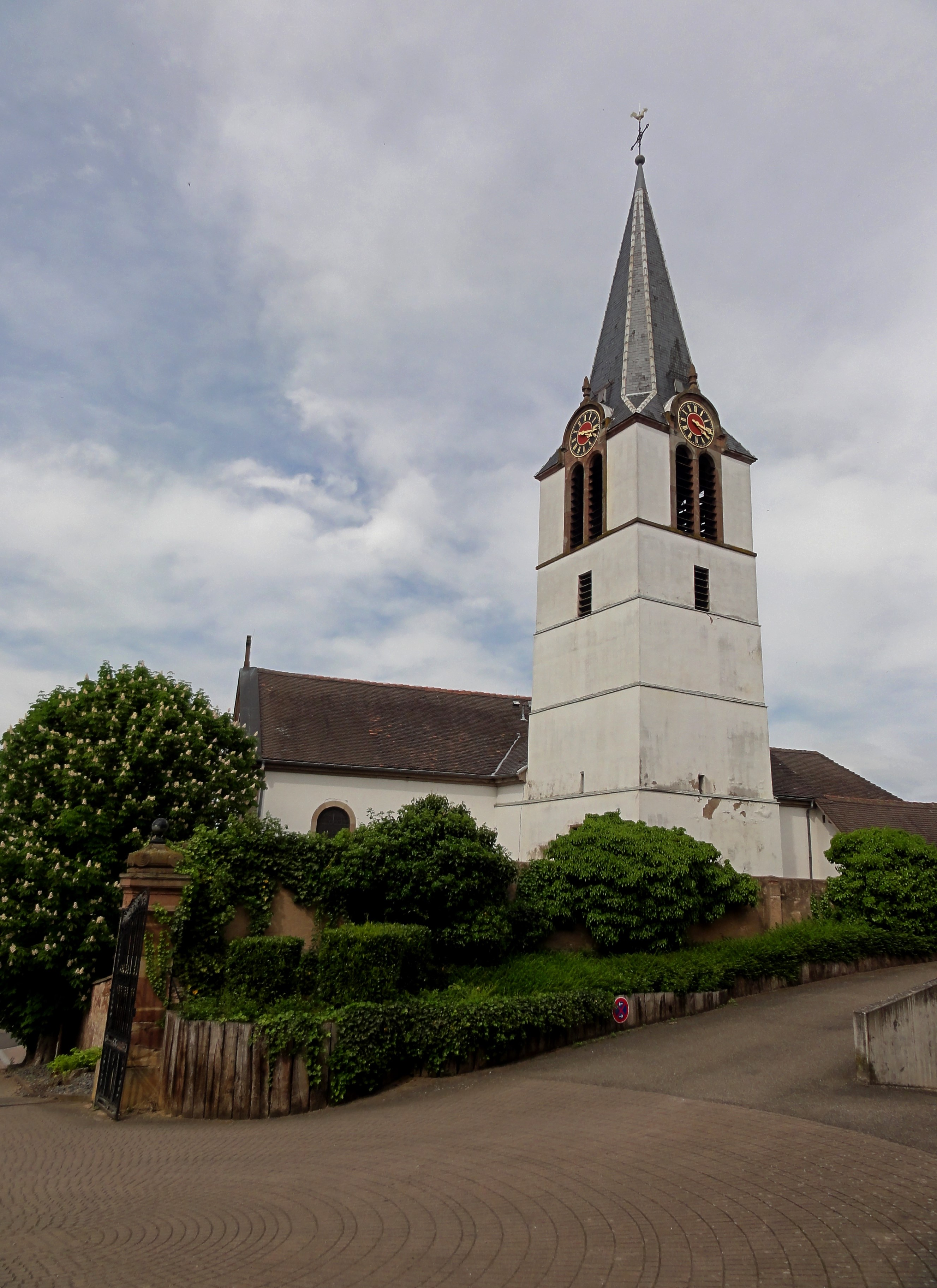
Église Saint-Georges d'Achenheim.
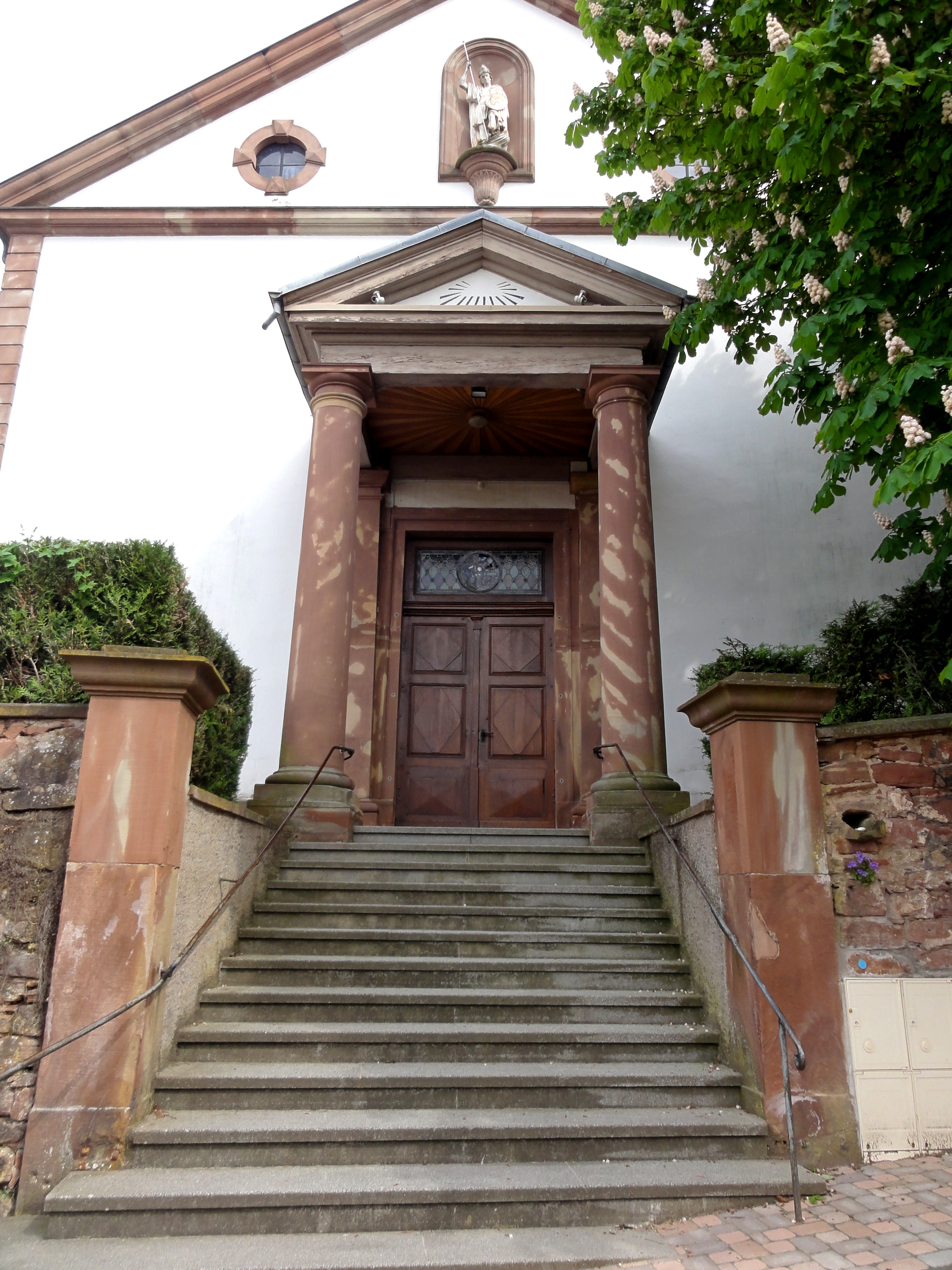
Portail néo-classique.
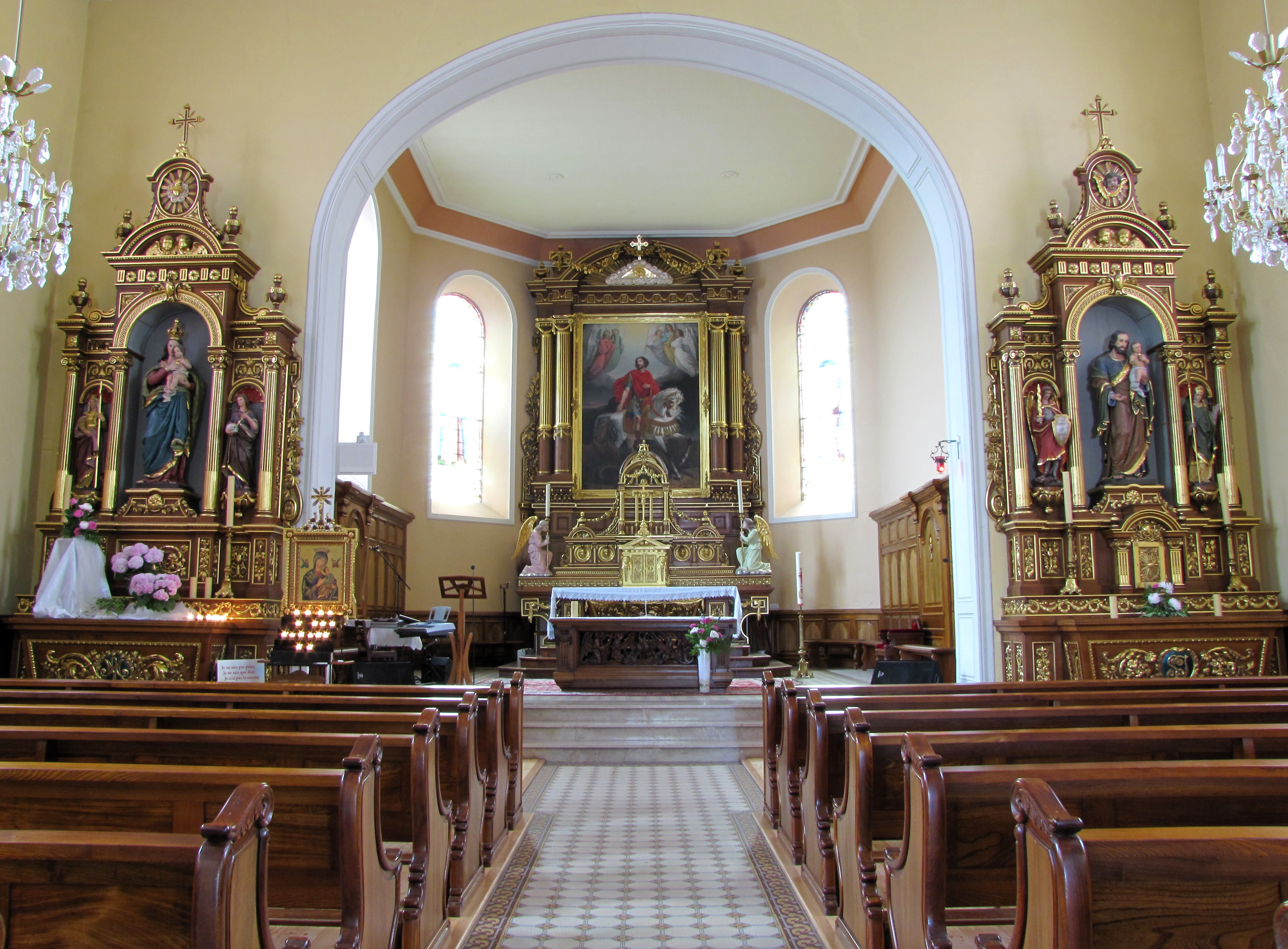
Vue intérieure de la nef vers le chœur.
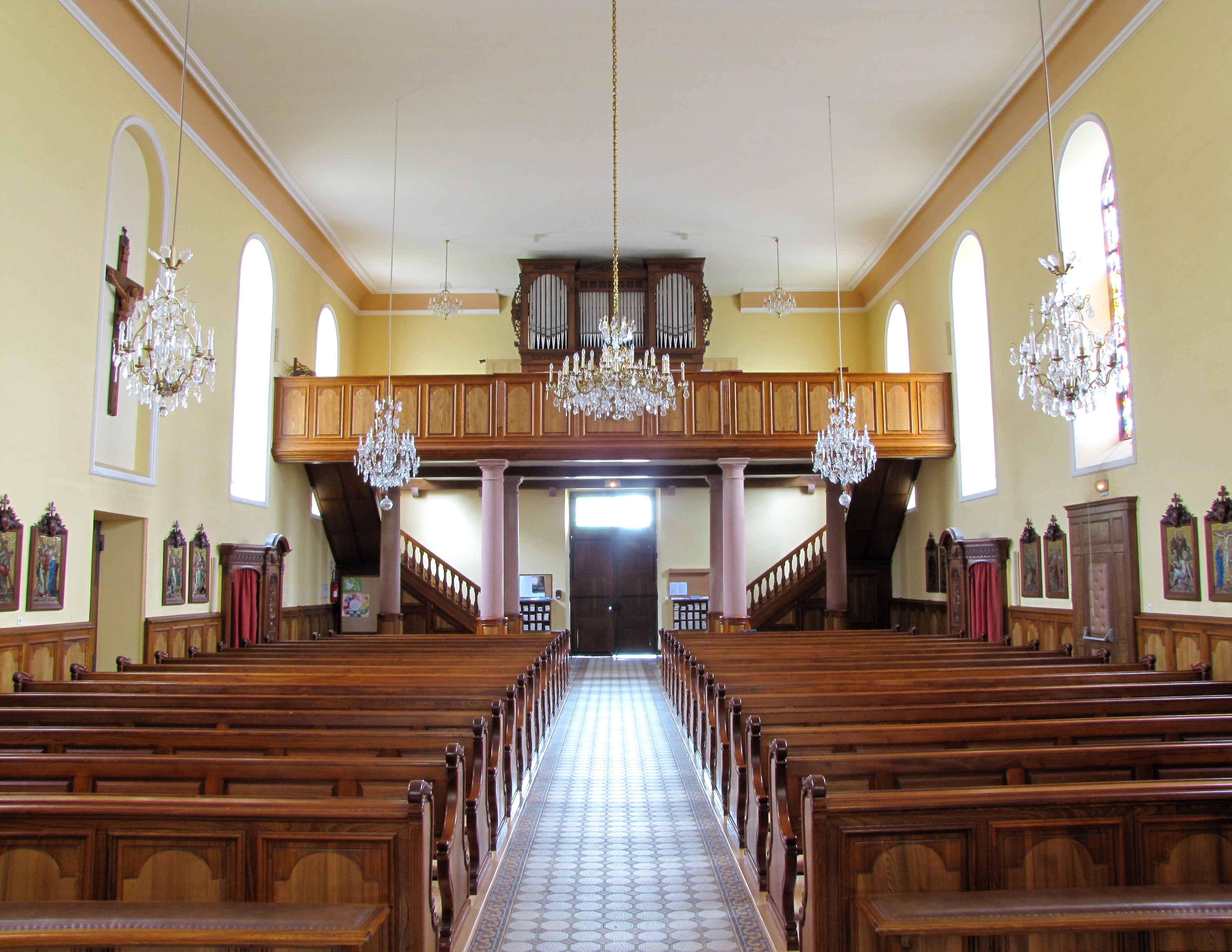
Vue intérieure de la nef vers la tribune d'orgue.

#### Autres bâtiments

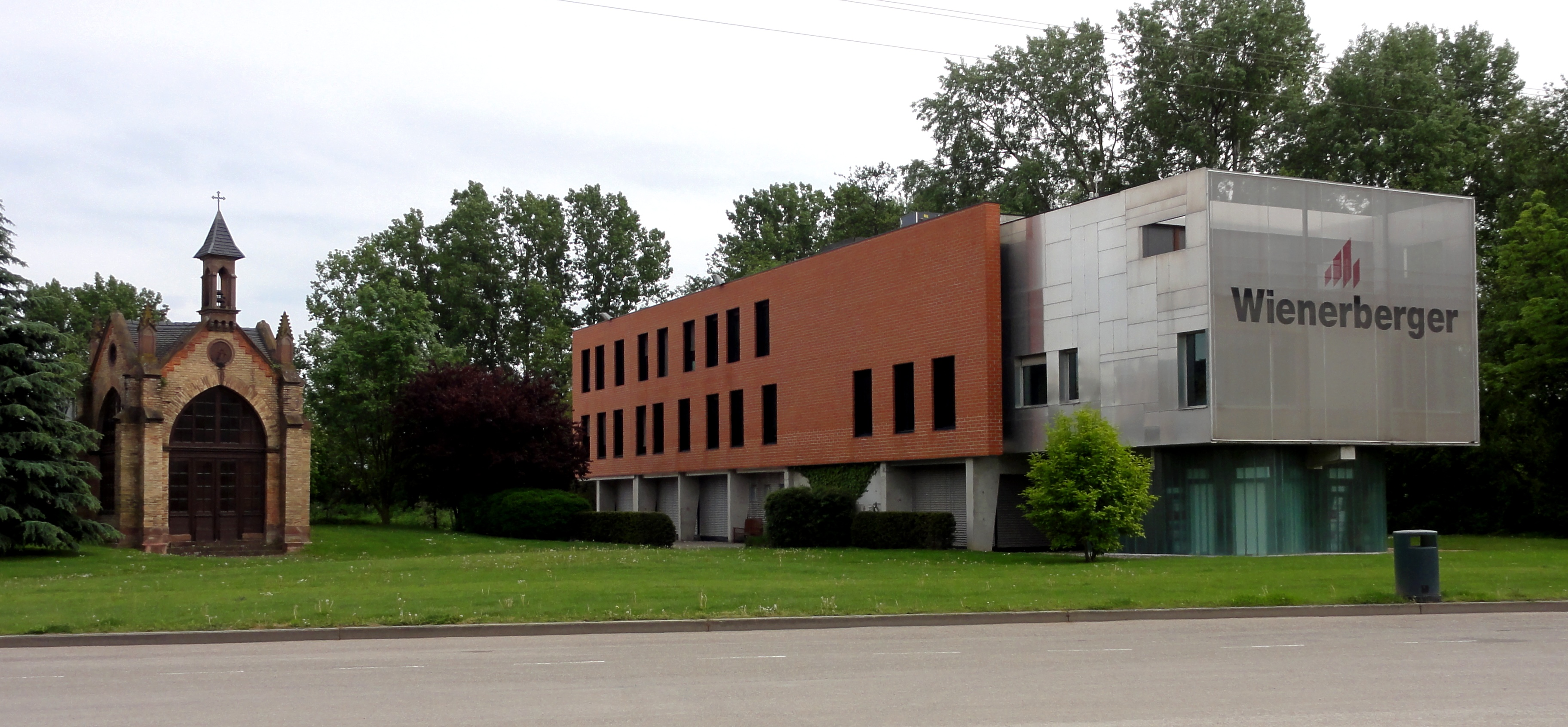
Tuilerie d'Achenheim.
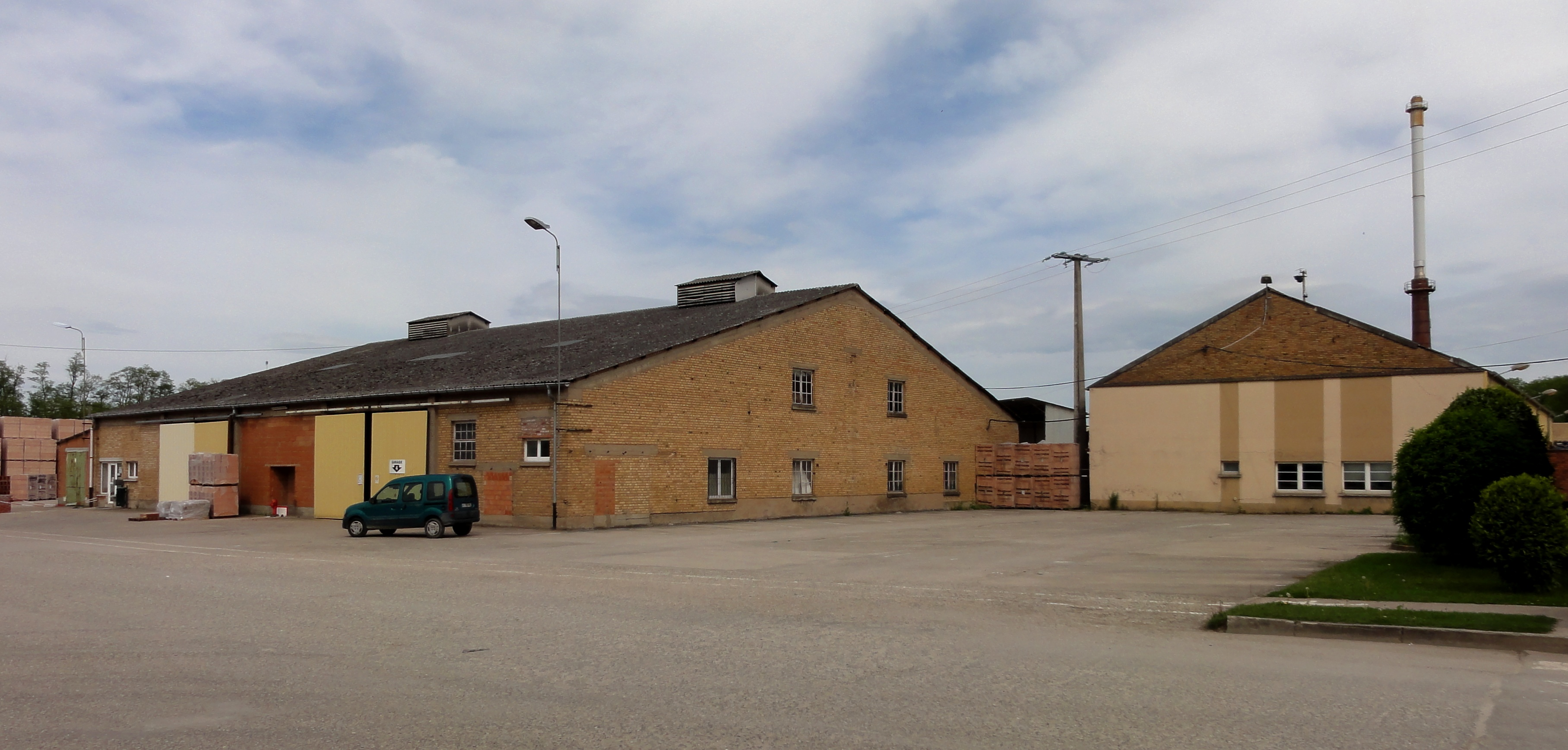
Bâtiments industriels de la tuilerie.
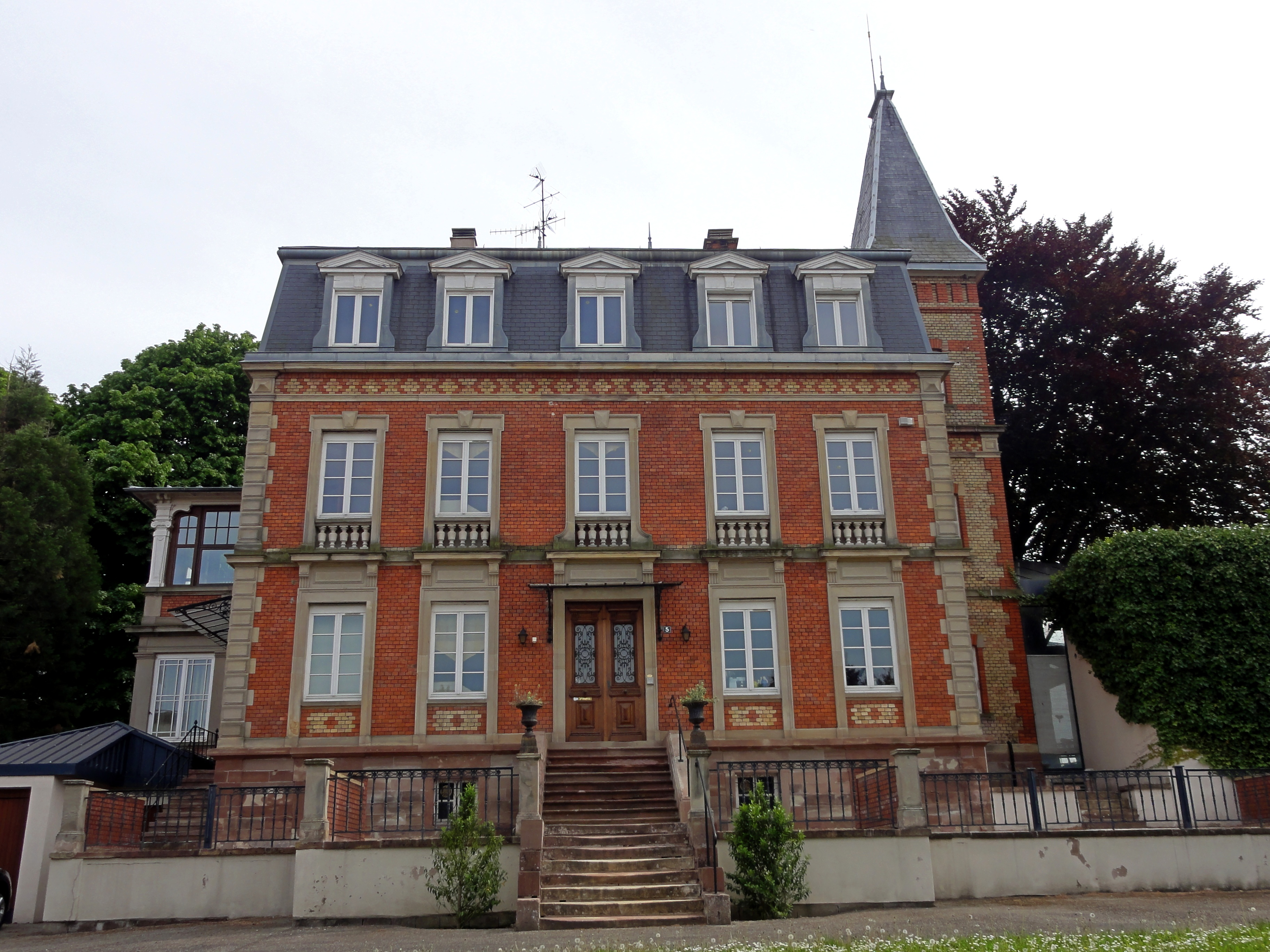
Château (1882), 5 rue de l'Église.
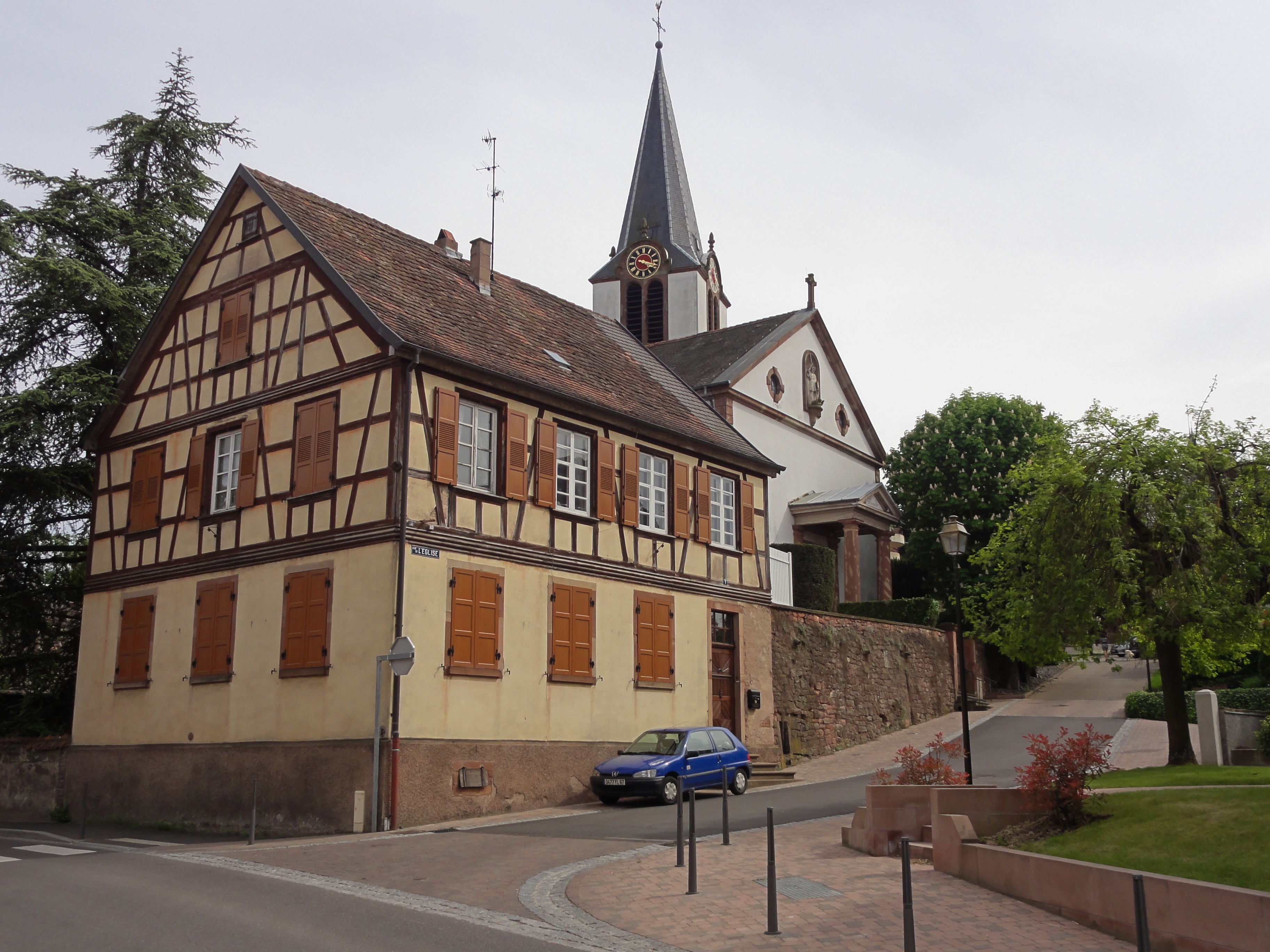
Ancienne école (1821), 1 rue de l'Église.
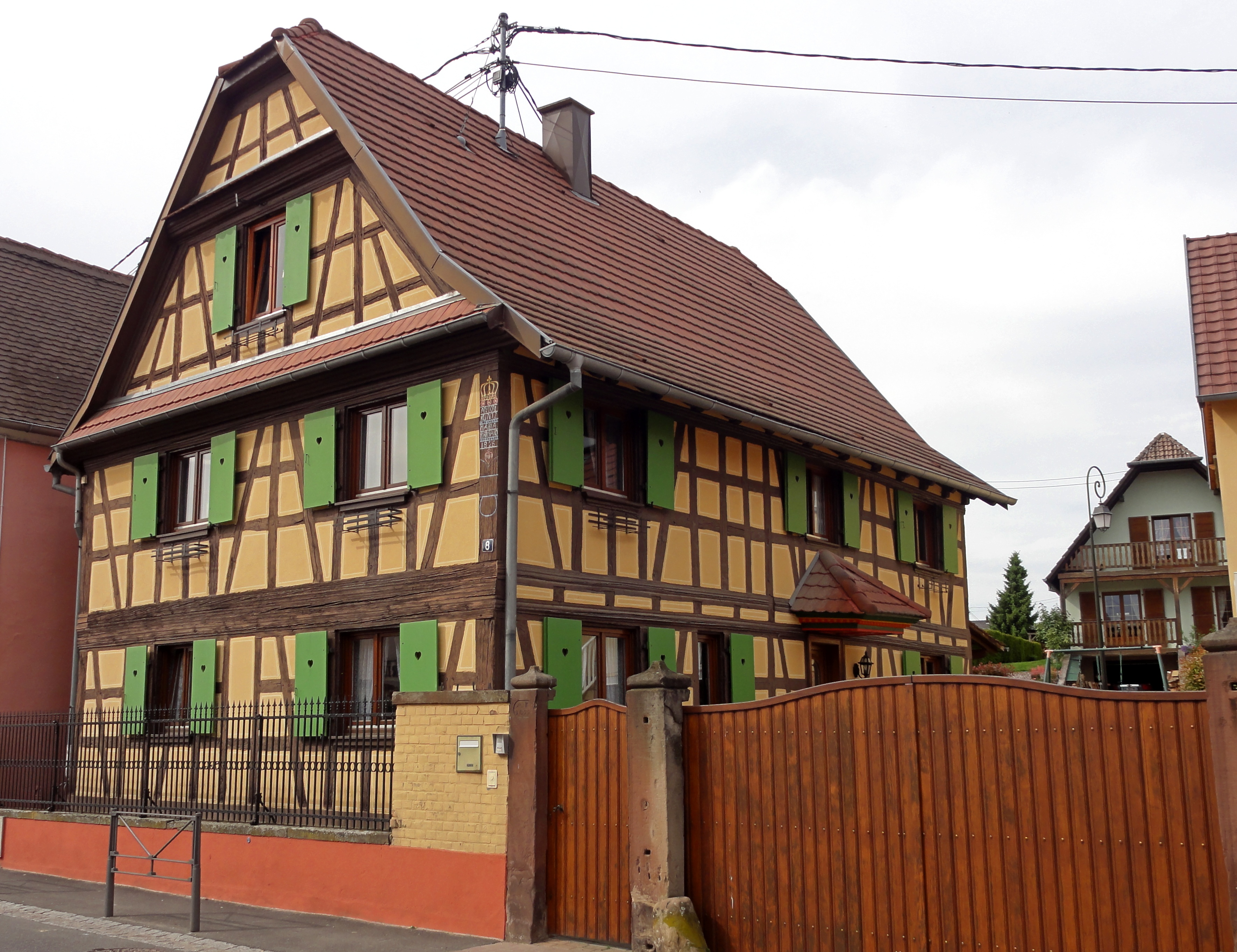
Ferme (1820), 8 rue des Tilleuls.

### Héraldique
| Blason de Achenheim | Blason  | Parti d'or et de sable aux deux cornes de buffle de l'un en l'autre. |
| Blason de Achenheim | Détails |                                                                      |